# Connexine

Structuur van connexines (Engels: connexins), connexons, en gap junctions

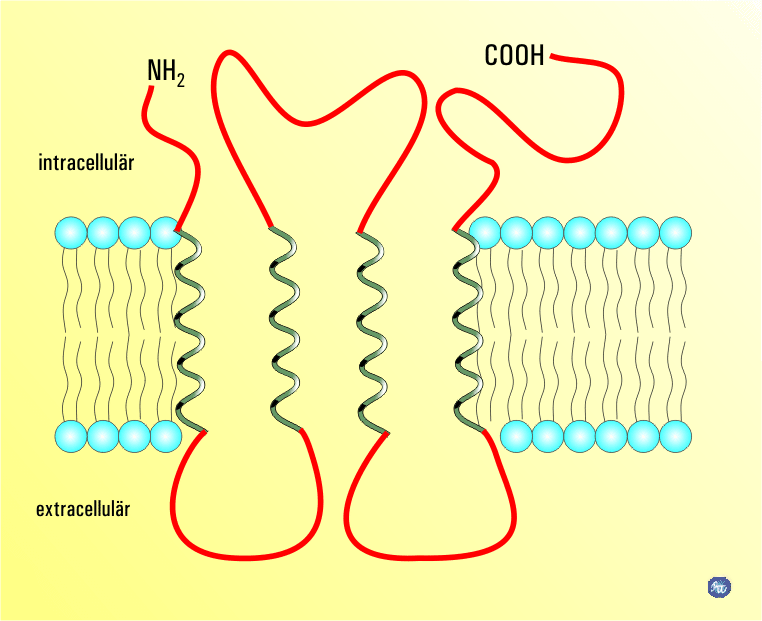
Schematische voorstelling van connexine in het celmembraan

Een connexine is een eiwit dat deel uitmaakt van een gap junction, een kanaal dat sommige elektrisch actieve cellen met elkaar verbindt. Connexines komen voor in de hartspier, in wanden van bloedvaten, en in enkele andere spieren die in staat zijn zelfstandig gecoördineerd samen te trekken. Ze zijn cruciaal voor het functioneren van deze spieren.
Een gap junction bestaat uit twee halve kanalen, de zogeheten connexons, die elk weer uit 6 connexines bestaan. Connexines worden in de celkern gesynthetiseerd en vervolgens naar het celmembraan getransporteerd. Daar vormen ze connexons. Wanneer een connexon een connexon van een andere cel ontmoet vormen deze samen een gap junction, hierbij geholpen door cadherines.
Er bestaan ten minste 24 verschillende connexines, die in verschillende weefsels voorkomen. Ze worden onderscheiden naar hun molecuulgewicht. Bijvoorbeeld connexine-43, dat een gewicht heeft van 43 kiloDalton, is de meestvoorkomende connexine in de hartspier.
Een bekende mutatie is de connexine-26 mutatie, verantwoordelijk voor een niet-syndromale autosomaal recessieve aangeboren doofheid/slechthorendheid.